# Anthology: The Best of Michael Jackson
Anthology è una raccolta della Motown del cantante statunitense Michael Jackson contenente alcuni pezzi inediti e rari, sia come solista che con i Jackson 5, risalenti al 1973. L'album fu originariamente pubblicato nel 1986 e poi ristampato nel 1995 con il titolo Anthology Series: The Best of Michael Jackson.

## Tracce
1. Got to Be There – 3:24
2. Rockin' Robin – 2:32
3. Ain't No Sunshine – 4:11
4. Maria (You Were the Only One) – 3:42
5. I Wanna Be Where You Are – 3:00
6. Girl Don't Take Your Love from Me – 3:47
7. Love Is Here and Now You're Gone – 2:52
8. Ben – 2:45
9. People Make the World Go 'Round – 3:14
10. Shoo-Be-Doo-Be-Doo-Da-Day – 3:19
11. With a Child's Heart – 3:32
12. Everybody's Somebody's Fool – 2:59
13. Greatest Show on Earth – 2:47
14. We've Got a Good Thing Going (Single) – 3:02
15. In Our Small Way – 3:38
16. All the Things You Are – 2:57
17. You Can Cry on My Shoulder (Single) – 2:39
18. Maybe Tomorrow – 4:46
19. I'll Be There (The Jackson 5) – 3:57
20. Never Can Say Goodbye (Single) – 3:00
21. It's Too Late to Change the Time – 3:58
22. Dancing Machine (Single) – 2:43
23. When I Come of Age – 2:39
24. Dear Michael – 2:40
25. Music and Me – 2:37
26. You Are There – 3:23
27. One Day in Your Life – 4:17
28. Make Tonight All Mine (mix inedito del 1973) – 3:02
29. Love's Gone Bad (mix inedito del 1972) – 3:53
30. That's What Love Is Made of – 3:24
31. Who's Looking for a Lover – 2:50
32. Lonely Teardrops – 2:42
33. Cinderella Stay Awhile – 3:11
34. We're Almost There – 3:44
35. Take Me Back – 3:29
36. Just a Little Bit of You – 3:13
37. Melodie (mix inedito del 1973) – 3:08
38. I'll Come Home to You – 3:04
39. If'N I Was God (mix inedito del 1973) – 4:04
40. Happy – 3:26 – Love Theme from Lady Sings the Blues
41. Don't Let It Get You Down (mix inedito del 1973) – 2:48
42. Call on Me (mix inedito del 1973) – 3:21
43. To Make My Father Proud (mix inedito del 1973) – 4:05
44. Farewell My Summer Love – 3:43